# パリ・オペラ座バレエ

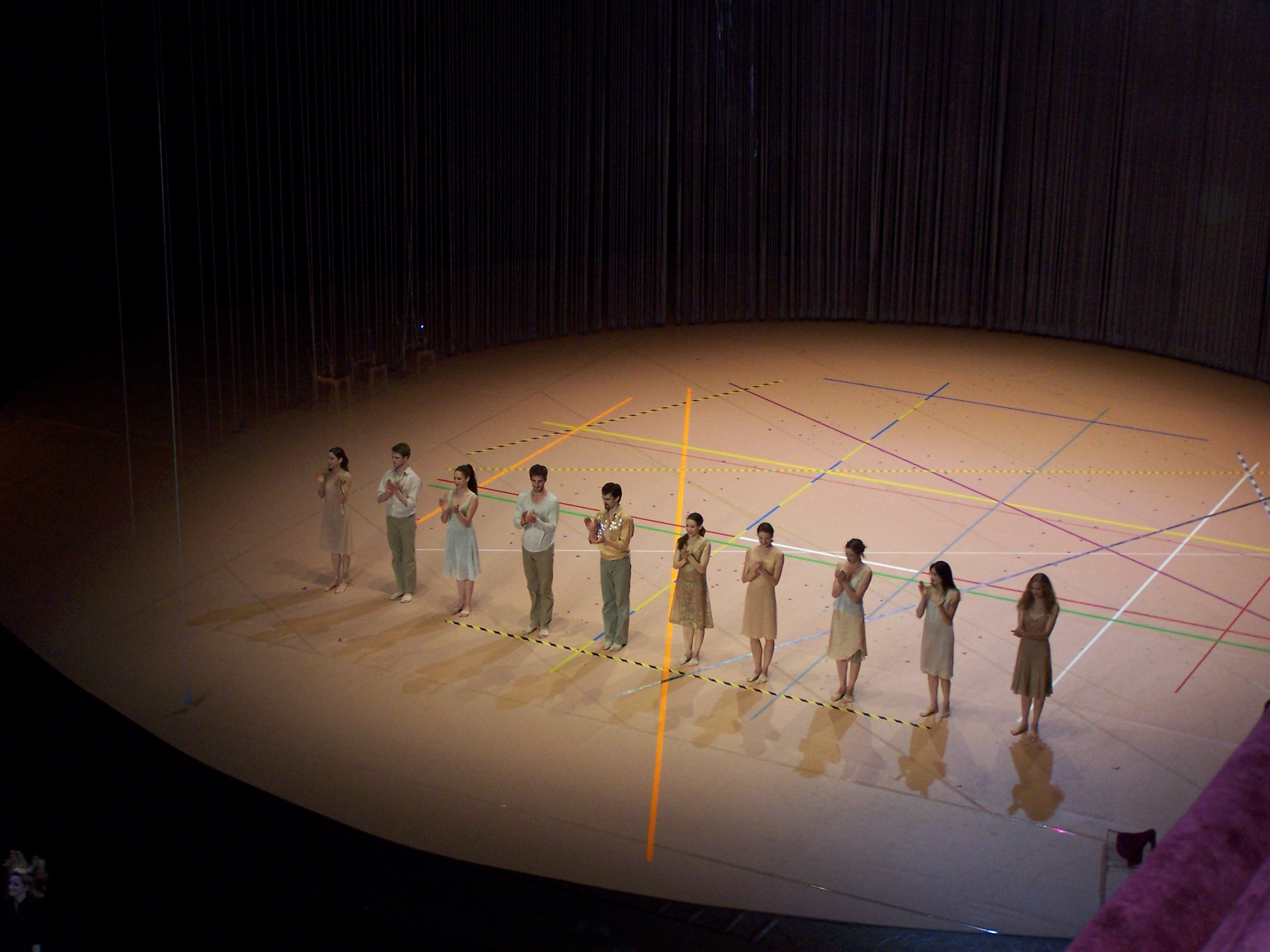
2011年、パリ・オペラ座バレエによる『レイン』(アンヌ・テレサ・ドゥ・ケースマイケル振付)のカーテンコール

パリ・オペラ座バレエ（仏: Ballet de l'Opera national de Paris）は、フランスのバレエ団。パリ国立オペラを構成する一組織であり、世界最古の国立バレエ団である。ロンドンのロイヤル・バレエ団、モスクワのボリショイ・バレエ、サンクトペテルブルクのマリインスキー・バレエと共に、世界最高峰の4大バレエ団の1つとして知られている。

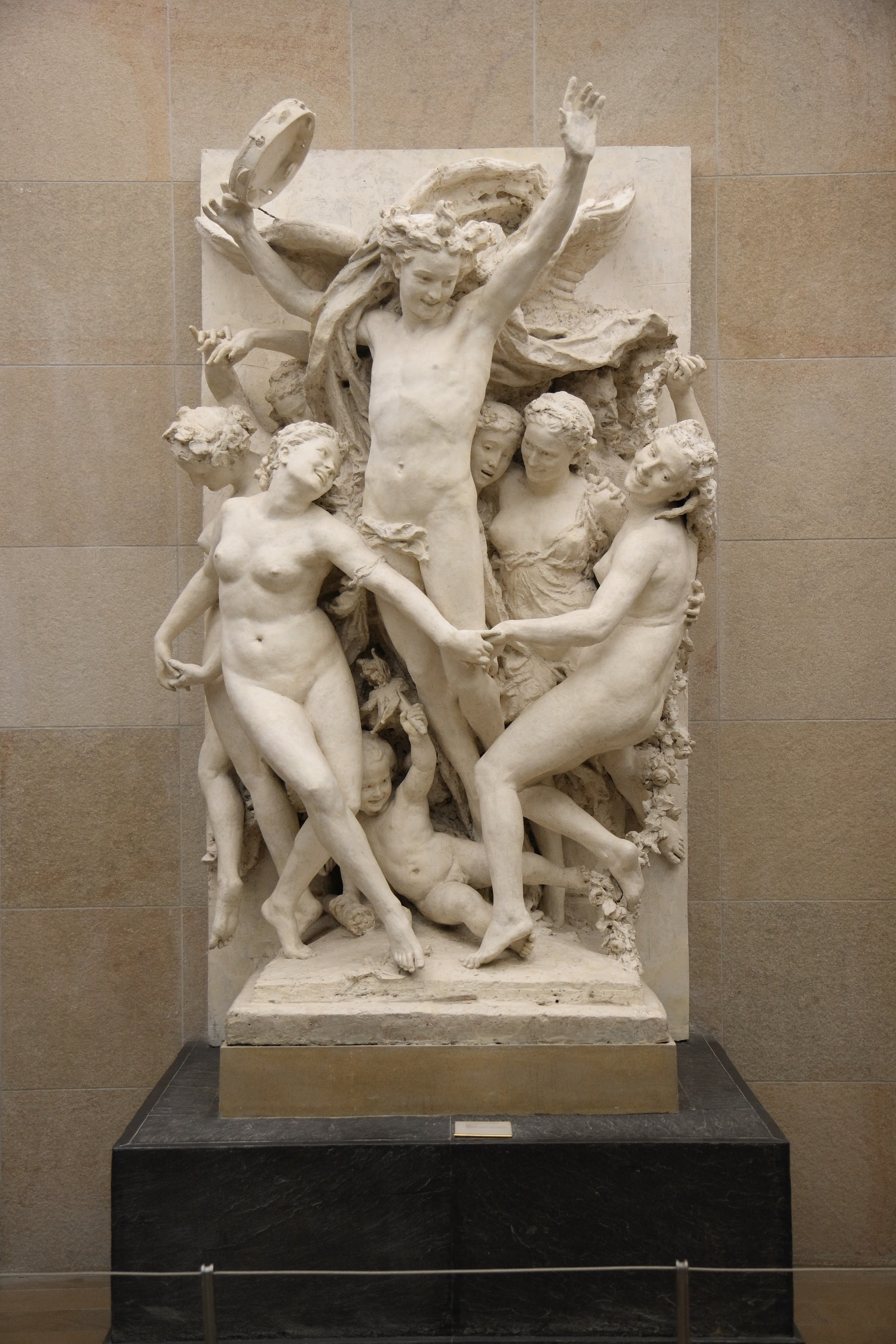
ガルニエ宮のファサードを飾る彫刻の1つ『ダンス』(ジャン＝バティスト・カルポー作)

バレエ団と同様に名高いのが、付属のパリ・オペラ座バレエ学校（École de danse de l'Opéra national de Paris）であり、世界最高のダンススクールの1つとされている。2013年に創立300周年を迎えた。同校の出身者は、これまでにブノワ賞を20回受賞している。
本バレエ団及びバレエ学校に入るための競争は、非常に苛烈なものである。パリ・オペラ座バレエに入団するためには、パリ・オペラ座バレエ学校に入学した上で、毎年5月の試験に合格し、最低でも2学年を修了することがほぼ必須とされる。

## 歴史

### 名称
パリ・オペラ座は、1669年にオペラ・アカデミー（Académie d'Opéra）として創設された。その時から一貫して、パリ・オペラ座バレエは、パリ・オペラ座を構成する一部分である。ただし、演劇的ダンスがオペラ座の重要な構成要素となったのは、1673年に名称が王立音楽アカデミー（Académie Royale de Musique）に変わり、ジャン＝バティスト・リュリの指揮下に置かれてからであった。
パリ・オペラ座は、その長い歴史の中で何度も正式名称を変えてきたが、1994年以降はパリ国立オペラ（Opéra national de Paris）と呼ばれている。

### 前史
パリ・オペラ座バレエの起源は、ルイ14世の宮廷におけるダンスの組織、慣習、実践に求めることができる。

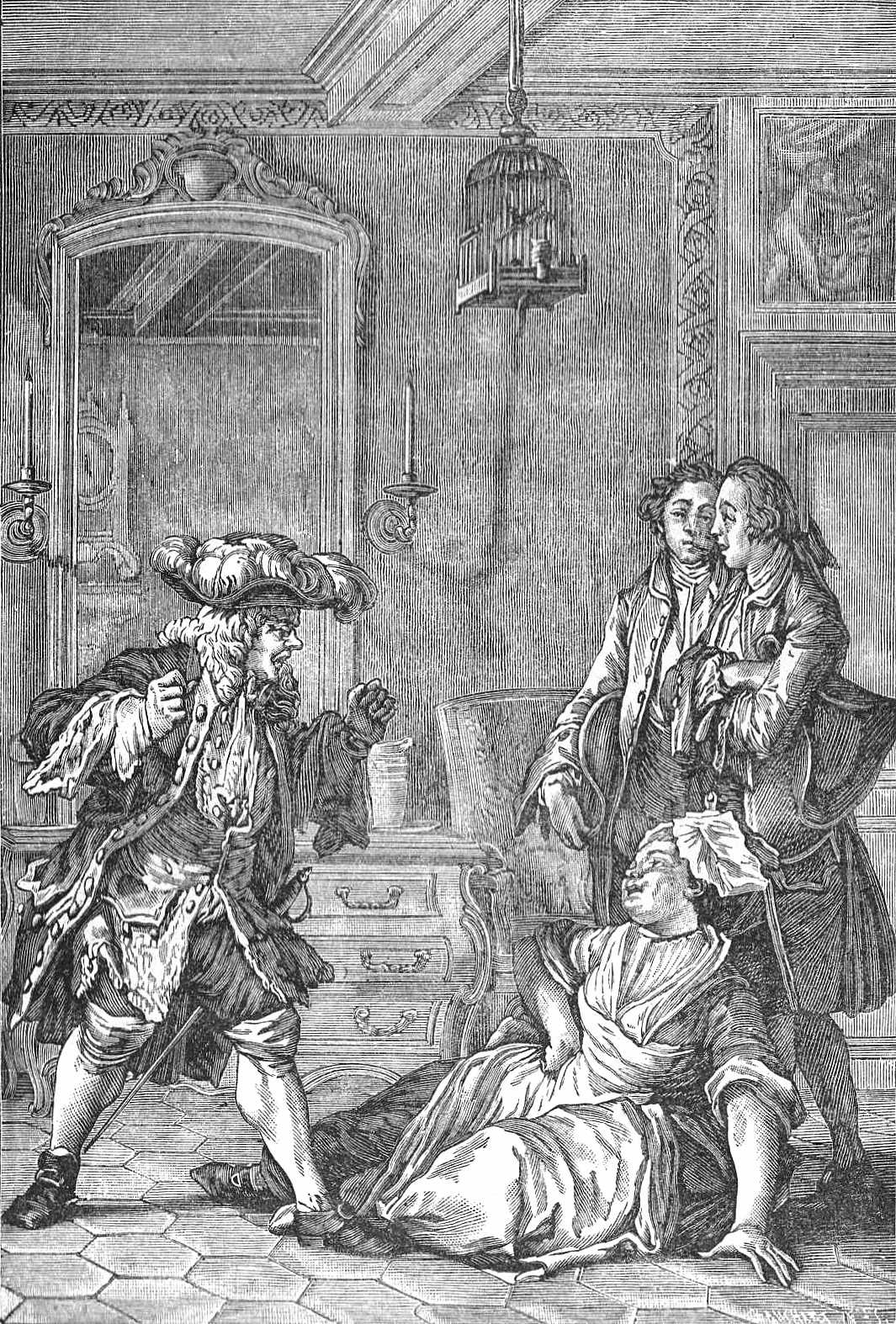
『町人貴族』の一場面

とりわけ重要なのは、モリエールがピエール・ボーシャンやジャン＝バティスト・リュリをはじめとする振付家・作曲家たちと共に創作した、一連のコメディ・バレエである。1661年には最初の作品である『はた迷惑な人たち』、1670年には最も重要な作品である『町人貴族』が上演された。これらの作品の多くは、パリのパレ・ロワイヤル劇場で、モリエール劇団による上演も行われた。同劇場は後に、歌劇団とバレエ団にとって初の継続的な拠点となった。

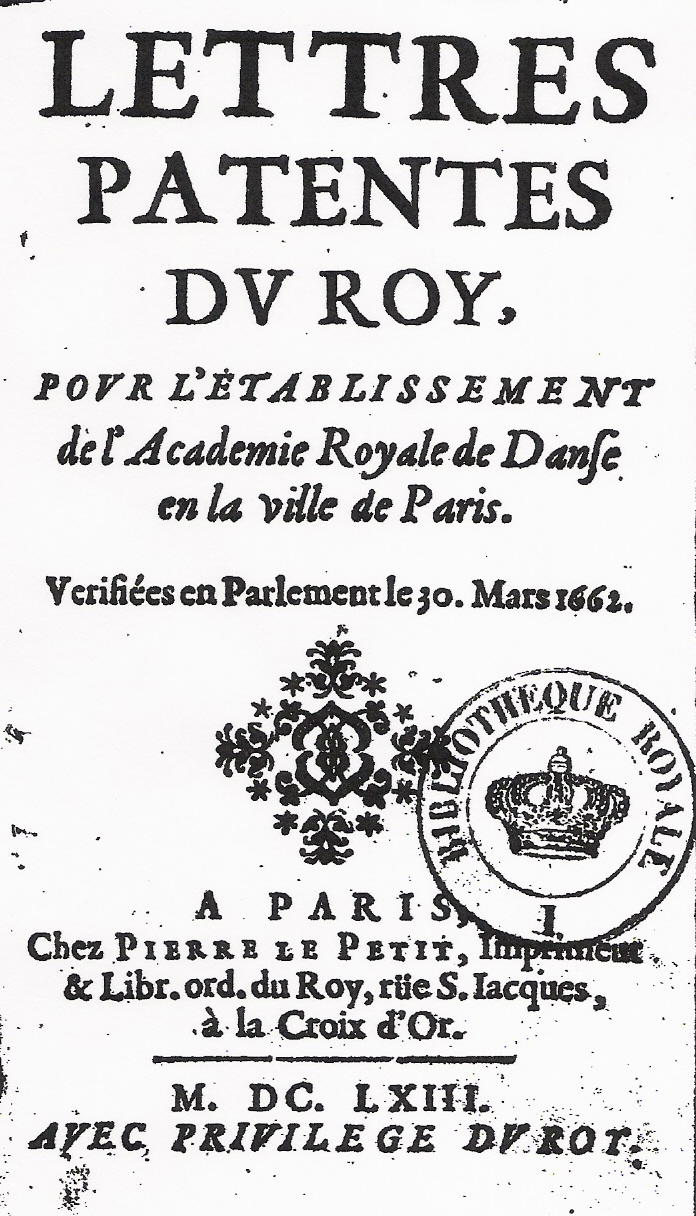
王立舞踊アカデミー設立の特許状

また、1661年には、ルイ14世が「宮廷の娯楽のためのダンス指導の質を向上させるため」として、王立舞踊アカデミー（Académie Royale de Danse）を創立した。同アカデミーの会員は、アカデミー公認のダンス教師となり、宮廷バレエやモリエール作品、後にはオペラ作品において、生徒たちとともにバレエの創作に関わった。1680年には、ボーシャンがアカデミーの総裁に就任した。王立舞踊アカデミーとオペラ座には密接な関わりがあったが、両組織は別々のまま続いた。1789年に君主制が崩壊すると、アカデミーは解散した。

### 創設と初期の歴史

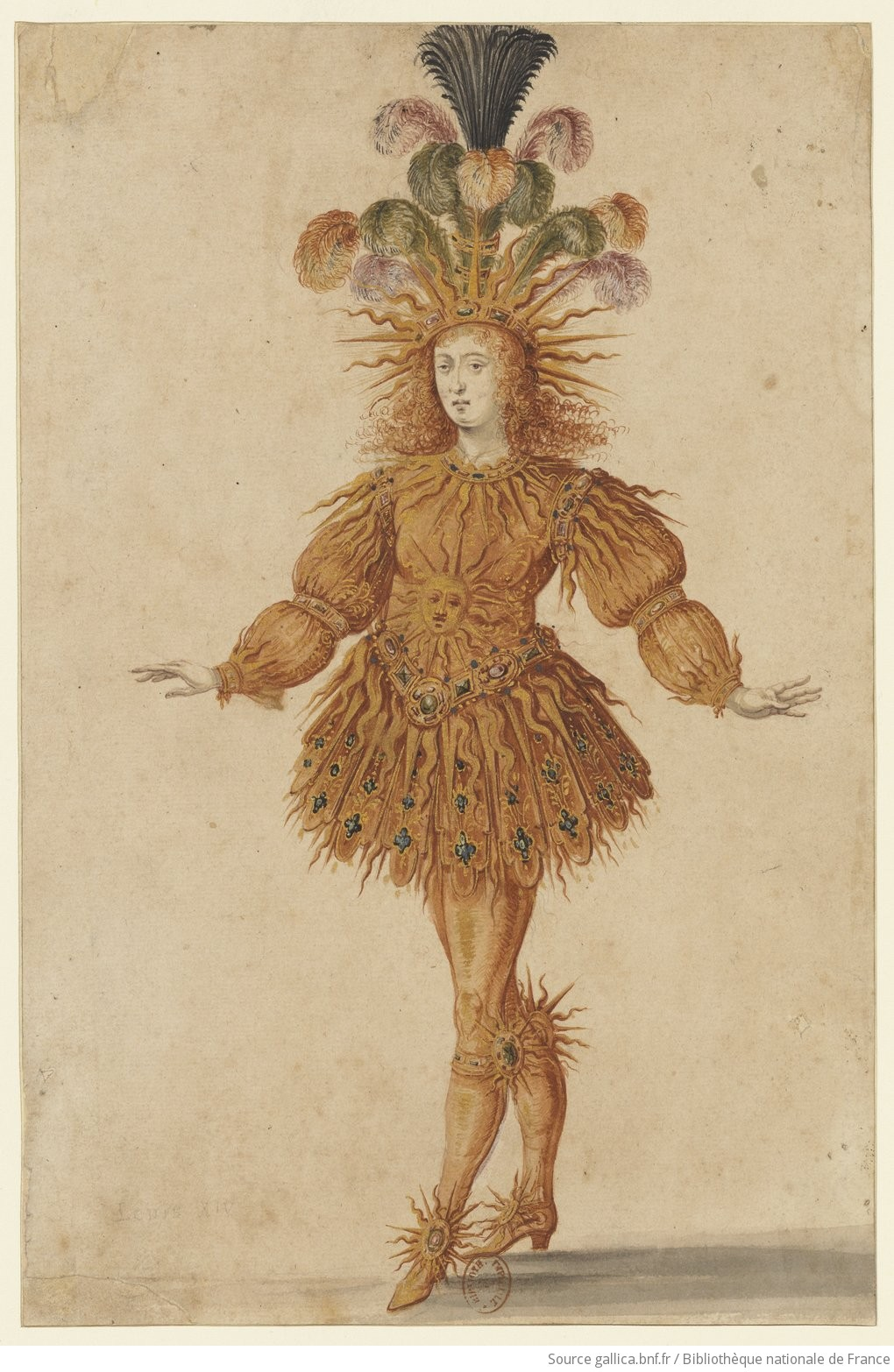

1669年6月28日、ルイ14世は、詩人のピエール・ペランに対し、フランス語のオペラを上演するための独立したアカデミーを設立する特権を与えた。これによりペランはオペラ・アカデミー（Académie d'Opéra）を創立し、1671年3月3日、最初の作品である『ポモーヌ』をブテイユ球戯場で初演した。本作には、アントニ・デ・ブロス振付によるバレエが含まれていた。
1672年、リュリはペランの特権を買い取った上、新たな特許状を手に入れ、音楽家とダンサーが他のフランスの劇団に出演することを制限した。リュリのものとなったアカデミーは、王立音楽アカデミー（Académie Royale de Musique）と改称された。
1672年11月、リュリの最初のオペラ『アモールとバッコスの宴』が、ベケ球戯場で上演された。振付はアントニ・デ・ブロスとリュリが、舞台装飾はカルロ・ヴァガラニが手掛けた。本作は、主にリュリのこれまでの宮廷バレエの抜粋で構成され、そこにデ・ブロス振付による新たな場面が加わったものであったが、それまでの宮廷バレエとの決定的な違いは、プロのダンサーのみが出演し、宮廷の人々は参加しなかったということである。
1673年4月27日、リュリの次の作品である『カドミュスとエルミオーヌ』が、同じくベケ球戯場で初演された。 本作は、フィリップ・キノーの台本に基づく初の叙情悲劇であり、振付はデ・ブロスが手掛けた。
モリエールの死後まもない1673年6月、ピエール・ボーシャンがリュリの劇団に加入した。ボーシャンは、それまでパレ・ロワイヤルでモリエールとともに創作をしていた。このとき、リュリはパレ・ロワイヤル劇場を乗っ取り、モリエール劇団にはゲネゴー劇場へ移転するよう強いた。ボーシャンは、リュリが1687年に死去するまで、パリ・オペラ座でリュリとの共作を続けた。
リュリとキノ―は共に数々の傑作を作り上げ、音楽劇の合間に挿入されるダンスが重要な役割を果たす、新しいフランス・オペラのジャンルを生み出した。

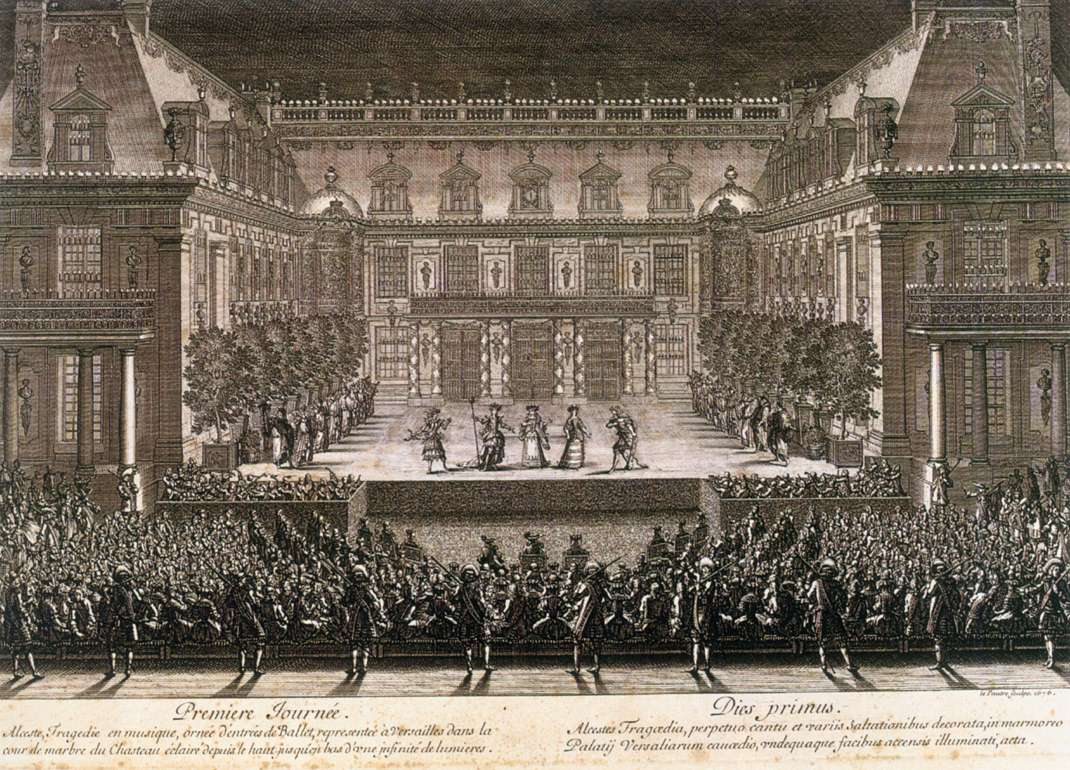
リュリ作曲・キノー台本による『アルセスト またはアルシードの勝利』(1674年上演)

当初、パリ・オペラ座バレエのダンサーは全員男性だったが、1681年1月21日に初演されたリュリのバレエ『愛の勝利』において、ラ・フォンテーヌ嬢が出演し、最初のプロの女性ダンサーとなった。

### 18世紀と19世紀の歴史
18世紀には、パリ・オペラ座バレエ学校の前身となる付属学校が1713年に開校したほか、ラモーのオペラや、後にはグルックのオペラが、ダンサーの水準を向上させた。
1776年から1781年には、ジャン＝ジョルジュ・ノヴェールがメートル・ド・バレエ(バレエマスター)として、とりわけ大きな影響力を持った。1778年、ノヴェールは、モーツァルトの音楽を用いた『レ・プティ・リアン』を創作した。
1781年からはマクシミリアン・ガルデルがメートル・ド・バレエを務め、彼が1787年に死去した後は、弟のピエール・ガルデルが後を継いだ。ピエール・ガルデルは、『ラ・マルセイエーズ』『自由への捧げもの』などのバレエを創作してフランス革命を生き延び、1820年にメートル・ド・バレエを引退したが、その後も1829年まで活動を続けた。
1820年、ピエール・ガルデルの後任としてジャン＝ルイ・オーメールがメートル・ド・バレエとなったが、オーメールはマイムを使いすぎ、筋書きや人物像を深めるような振付ができていないとして、強い批判を浴びた。
1821年、オペラ座は新たな拠点であるサル・ル・ペレティエへ移り、ここでロマンティック・バレエが生まれた。

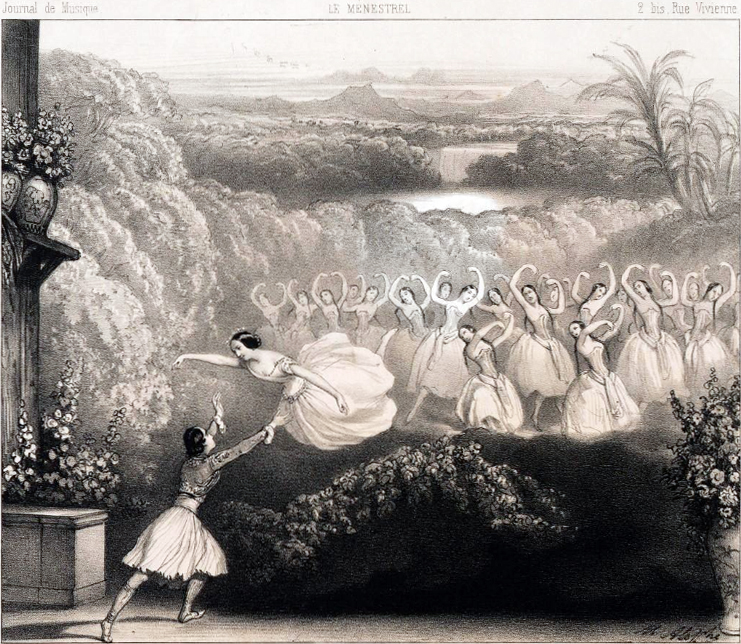
ロマンティック・バレエの代表作『ラ・ペリ』(1843年初演)

1875年、オペラ座はガルニエ宮に移転し、現在までここを拠点としている。

### セルジュ・リファールの時代

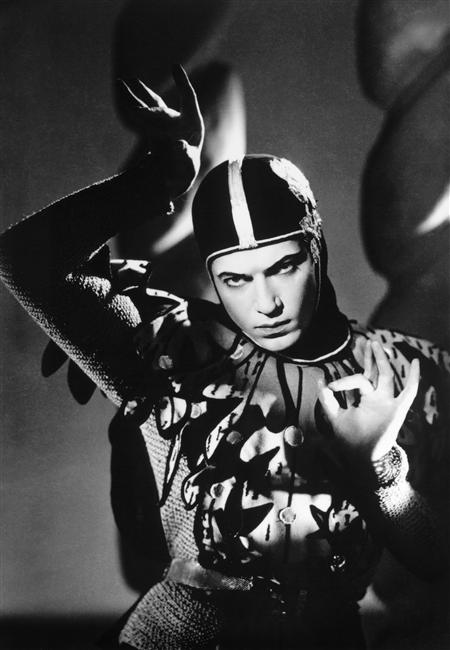
セルジュ・リファール(1941年撮影)

パリ・オペラ座バレエは19世紀後半に衰退していったが、1929年、オペラ座総裁のジャック・ルーシェは、24歳のダンサーであったセルジュ・リファールに監督を依頼した。リファールは、1930年から1944年まで、さらに1947年から1958年までメートル・ド・バレエを務め、バレエ団の技術的なレベルを回復させることに尽力し、同団を世界最高峰のバレエ団の地位に押し戻した。リファールがフランス・バレエの復興に着手したことで、バレエ団は新たな強みと目的を得た。また、リファールは、同団のために多くの新作バレエを創作した。
リファールは、第二次世界大戦の争乱やドイツのフランス侵攻も乗り越え、約30年間に渡ってバレエ団を導いた。また、バレエ団を率いてアメリカへ赴き、満員のニューヨーク・シティ・センターで公演を行った。観客は熱狂し、ダンサーたちを大いに称賛した。

### ルドルフ・ヌレエフの時代
ルドルフ・ヌレエフは、バレエ史上最も偉大なクラシック・ダンサーであり、かつ優れた振付家であるとされる。1983年、ヌレエフはパリ・オペラ座バレエの芸術監督に任命された。ヌレエフは、監督業と並行してダンサーとしての活動を続け、若いダンサーの支援も行った。当時最高の―あるいは史上最高と言っても過言ではない―女性バレエ・ダンサーはシルヴィ・ギエムであったが、1984年、ヌレエフは19歳のギエムをエトワールに任命し、2人は伝説的なダンス・カップルと言われた。ヌレエフの時代は、パリ・オペラ座バレエの黄金期とされている。

### ブリジット・ルフェーヴル
1995年から2014年まで芸術監督を務めたブリジット・ルフェーヴルは、1990年から2011年までメートル・ド・バレエを務めたパトリス・バールと共に、ヌレエフが確立したバレエ団の高いレベルを維持することに成功した。また、ルフェーヴルは、卓越した振付家であるウィリアム・フォーサイス、アンジュラン・プレルジョカージュ、勅使川原三郎、ジョン・ノイマイヤーらに振付を委嘱した。

### 移行期
2014年11月、バンジャマン・ミルピエが芸術監督に就任したが、彼が2016年6月15日に辞任するまでの期間は、バレエ団にとって混乱の時期であった。ミルピエはフランス出身のダンサー・振付家だが、1993年に16歳で渡米しており、ダンスと振付の専門教育は主にアメリカで受けている。2014年、ミルピエは新しい芸術監督に任命されてフランスへ戻ってきたが、2つの点でうまくいかなかった。1つは、彼がオペラ座のダンサーたちに、ヌレエフが1992年に振り付けたクラシック・バレエ『ラ・バヤデール』を、コンテンポラリー・バレエのように解釈させようとしたことであった。その目的のため、ミルピエはすでに、『ラ・バヤデール』を踊るゲスト・プリンシパル・ダンサーを採用していた。2つ目は、ミルピエが「エトワールが主役を踊る」という階級制を崩したことである。ミルピエは、自身が新たに創作するコンテンポラリー作品『クリア・ラウド・ブライト・フォワード』の出演者を決めるにあたり、154人のダンサーの中から、自らのアイデアと構想を表現するのに最もふさわしいと考えた16人を「ドリーム・チーム」として選んだ。エトワールのカール・パケットは、インタビューで「オペラ座で30年間過ごしたが、この6か月ほど嫌な気分だったことはない」と述べている。

### 現在
ミルピエの辞任後、2016年2月に、元エトワールのオーレリー・デュポンが芸術監督に任命された。デュポンは2022年7月末をもって辞任し、同年10月、同じく元エトワールのジョゼ・マルティネスが次期芸術監督に任命された。

## 階級制
パリ・オペラ座バレエの階級は、上からエトワール（Danseur Étoile）、プルミエ・ダンス―ル（premier danseur）、スジェ（sujet）、コリフェ（coryphée）、カドリーユ（quadrille）の5つであるが、この階級制は非常に厳しいものである。
ダンサーにとっては、まず、パリ・オペラ座バレエ学校に入学することが事実上必須である。バレエ団の団員のうち、95%が同バレエ学校の出身だからである。すなわち、バレエ団のコール・ド・バレエとなるには、バレエ学校に入学し、最低でも最後の2学年(第2学年と第1学年)を修了することが求められる。ただし、バレエ団に入団できるのはバレエ学校の卒業生のうち5%から20%程度であり、かつ、初めは研修者という立場である。正式団員であるカドリーユになるためには、毎年11月に行われる昇進試験に合格しなければならない。さらに上の階級に昇進できるかどうかは、ひとえに、翌年の昇進試験で審査員を前にうまく踊れるかどうかにかかっている。
最高位であるエトワールは、任命された者のみしか昇進することができない。エトワールになるためには、プルミエ・ダンス―ルとして何年も主要な役を踊り、人並外れた卓越性と美点を持つことを示す必要がある。

## パリ・オペラ座バレエ学校

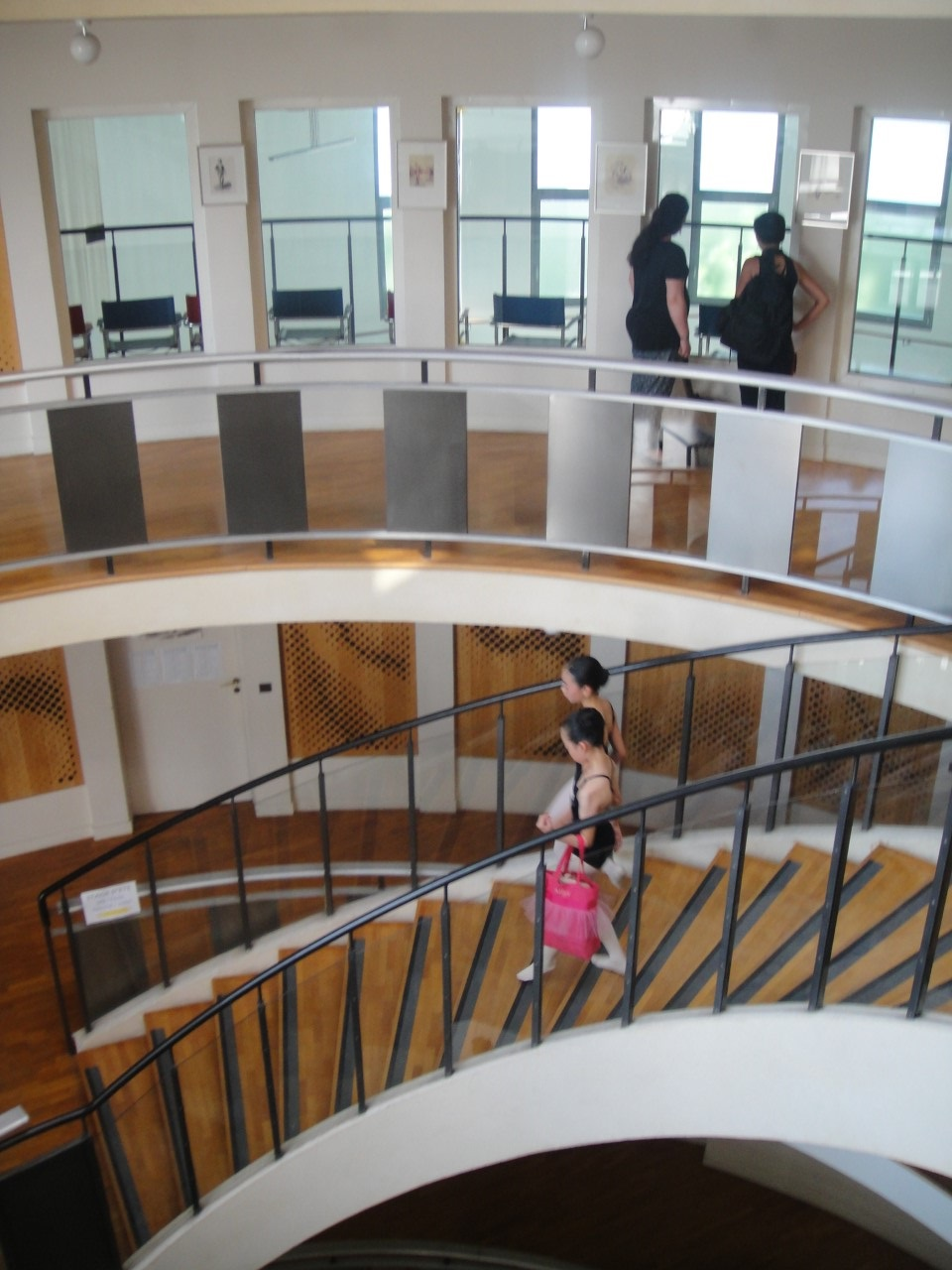
パリ・オペラ座バレエ学校の内観

パリ・オペラ座バレエ学校(École de danse de l'Opéra national de Paris)は、世界最高のダンススクールの1つである。男女ともに6クラスあり、第6学年から第1学年までに分かれている。
1987年、それまでガルニエ宮にあった同校は、パリ中心部から西に10キロほど離れたナンテールの新校舎へ移転した。新校舎の設計をしたのはクリスチャン・ド・ポルザンパルクである。
1995年から全寮制をとっている。現在は、朝8時から正午まで、すべての生徒が、フランスの大学入学資格であるバカロレア取得に向けた勉強をしている。
バレエ学校の入学試験は、90%以上の受験者が不合格となる。現在エトワールとなっているダンサーでさえも、入学試験には一度不合格となったり、私費の生徒として入学していたりする場合がある。さらに、毎年5月の試験で20%の生徒が落第し、学校を去ることになる。

## 振付家
パリ・オペラ座バレエに関連する主な振付家及びその作品は、以下の通りである。
- ピエール・ガルデル（英語版）『テレマック』(1790年)、『プシケー』(1790年)、『パリスの審判』(1793年)、『ダンス狂』(1800年)
- カルロ・ブラジス
- フィリッポ・タリオーニ『ラ・シルフィード』(1832年)
- ジュール・ペロー、ジャン・コラーリ『ジゼル』(1841年)
- アルチュール・サン＝レオン『コッペリア』(1870年)
- ルイ・メラント（英語版）『シルヴィア』(1876年)
- セルジュ・リファール『プロメテウスの創造物』(1929年)、『イカール』(1935年)、『イシュタール』(1941年)、『白の組曲』(1943年)
- ジョージ・バランシン『シンフォニー・イン・C』(1947年)
- ローラン・プティ『ノートルダム・ド・パリ』(1965年)[44]、『クラヴィーゴ』(1999年)
- ケネス・マクミラン『メタボール』(1978年)、『四季』(1978年)
- ルドルフ・ヌレエフ『ライモンダ』(1983年)、『ロメオとジュリエット』(1984年)、『白鳥の湖』(1984年)、『くるみ割り人形』(1985年)、『ラ・バヤデール』(1992年)
- モーリス・ベジャール『アレポ』(1986年)
- ウィリアム・フォーサイス『イン・ザ・ミドル・サムホワット・エレヴェイテッド』(1987年)、『ウーンドワーク1』(1999年)、『パ・パーツ』(1999年)、『ブレイク・ワークス1』(2016年)[45]
- アンジュラン・プレルジョカージュ『ル・パルク』(1994年)、『受胎告知』(1996年)、『MC 14/22 (これは私の体)』(2004年)、『メディアの夢』(2004年)
- ピナ・バウシュ『春の祭典』(1997年)、『オルフェオとエウリディーチェ』(2005年)
- 勅使川原三郎『エアー』(2003年)、『闇は黒い馬を隠す』(2013年)
- ジョン・ノイマイヤー『椿姫』(2006年)、『大地の歌』(2015年)
- サシャ・ヴァルツ（英語版）『ロメオとジュリエット』(2007年)
- ウェイン・マクレガー（英語版）『ジェニュス』(2007年)、『感覚の解剖学』(2011年)

## ダンサー

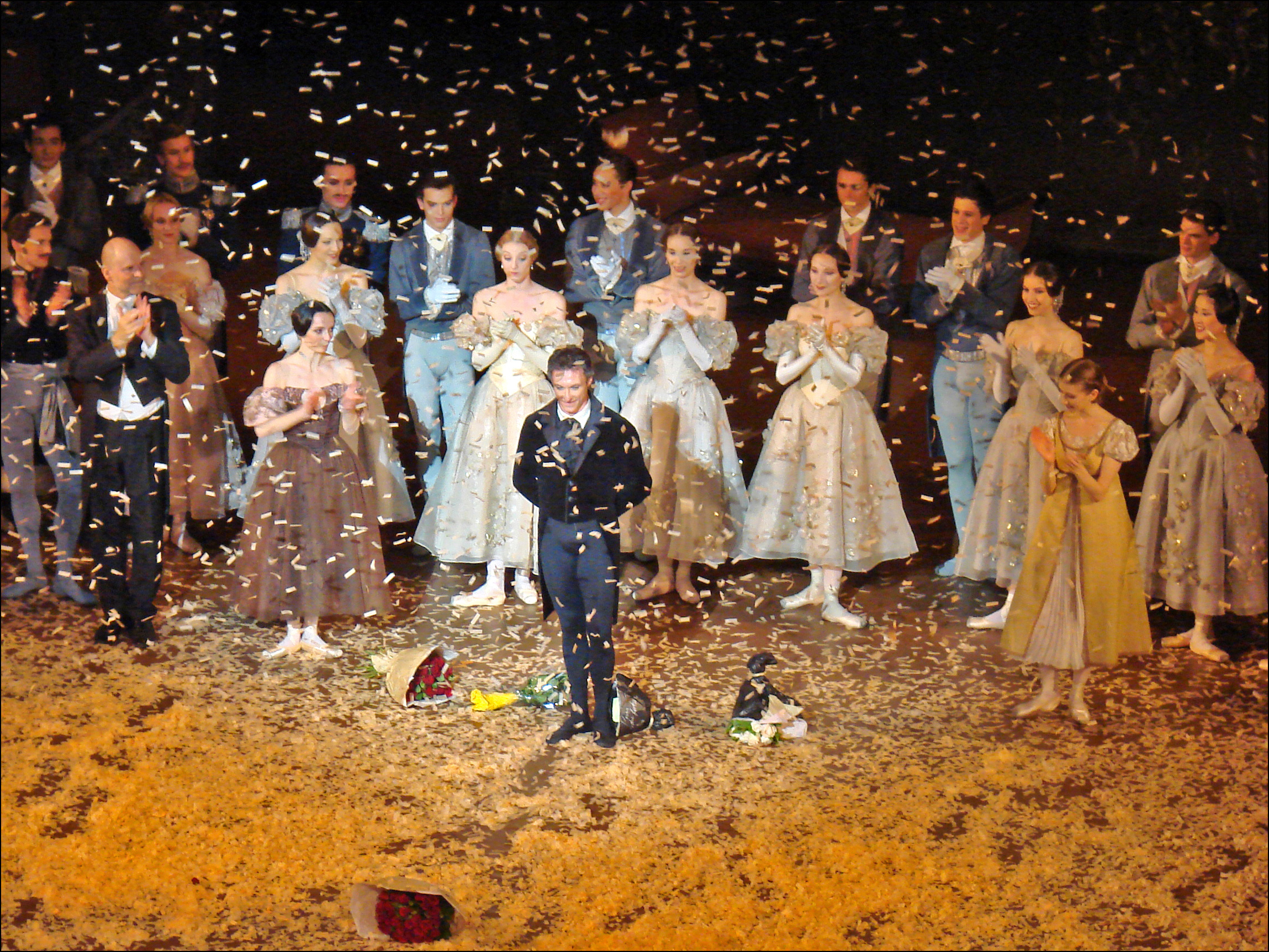
2009年、エトワールのマニュエル・ルグリ(中央)の引退公演

ダンサーの階級は、上からエトワール、プルミエ・ダンス―ル、スジェ、コリフェ、カドリーユの5つである。パリ・オペラ座バレエでは、このうちコリフェとカドリーユを合わせてコール・ド・バレエと呼ぶ。
当初、現役エトワールの上限人数は4名とされていたが、徐々に増加し、現在は18名とされている。エトワールの引退の上限年齢は、他の階級と同じく42歳であるが、エトワールの身分は終身のものであり、退団後も継続する。

### 在籍した主なダンサー(生年順)

#### 17世紀
- ラ・フォンテーヌ嬢
- マリー＝テレーズ・スュブリニ
- クロード・バロン
- フランソワーズ・プレヴォー

#### 18世紀
- マリー・サレ
- マリー・カマルゴ
- ガエタノ・ヴェストリス
- マクシミリアン・ガルデル
- ジャン・ドーベルヴァル
- オーギュスト・ヴェストリス
- シャルル・ディドロ
- ジャン・コラーリ
- ルイ・デュポール

#### 19世紀
- ジョゼフ・マジリエ
- リーズ・ノブレ
- マリー・タリオーニ
- ジュール・ペロー
- リュシアン・プティパ
- エマ・リヴリー
- ウジェニー・フィオクル
- ジュゼッピーナ・ボツァッキ
- カルロッタ・ザンベリ
- クレオ・ド・メロード

#### 20世紀以降
- イヴェット・ショヴィレ
- ジャン・バビレ
- ローラン・プティ
- ジジ・ジャンメール
- ギレーヌ・テスマー
- ノエラ・ポントワ
- モニク・ルディエール
- パトリック・デュポン
- エリザベット・プラテル
- イザベル・ゲラン
- ローラン・イレール
- マリー＝クロード・ピエトラガラ
- マニュエル・ルグリ
- シルヴィ・ギエム
- ジョゼ・マルティネス
- ミテキ・クドー
- アニエス・ルテステュ
- ニコラ・ル・リッシュ
- オーレリー・デュポン
- バンジャマン・ペッシュ
- マリ＝アニエス・ジロ
- エルヴェ・モロー
- エレオノーラ・アバニャート
- 藤井美帆
- ドロテ・ジルベール
- マチュー・ガニオ
- ローラ・エケ
- パク・セウン
- オニール八菜